# Рётаро Сиба
Рётаро Сиба (яп. 司馬 遼太郎 Сиба Рё:таро:, 7 августа 1923 года — 12 февраля 1996 года) — японский писатель
, создававший произведения на исторические темы. Настоящее имя — Тэйити Фукуда (яп. 福田 定一 Фукуда Тэйити).
Родился в Осаке, изучал монгольский язык в Осакской школе иностранных языков (ныне — факультет иностранных языков Осакского университета) (1940—1943). Во время Второй мировой войны был отправлен служить в Китай. После окончания войны работал репортёром в газете «Санкэй». В 1960 году получил премию Наоки за роман «Замок филина». В 1962 году создаёт ещё один роман — «Ворота бога ветров».
Слава к Рётаро Сибе пришла с появлением романов «Гори, мой меч» (1962), «Сказание об объединении страны» (1963), «Облака над холмами» (1968—1972).
Выход романа «На-но хана-но оки» (菜の花の沖) в 1982 году делает его не только популярным писателем, но и влиятельным общественным деятелем.

## Сочинения
- «Замок филина» (1962)
- «Ворота бога ветров» (1962)
- «Гори, мой меч» (1962)
- «На-но хана-но оки» (1982)
- «Страна в эпоху Мэйдзи» (1989)
- «Форма нашего государства» (1990—1996)
- «О России. Изначальный облик Севера» (1986). Издание на русском в 1999 году[3].

## Экранизации произведений
- В 2009—2011 годах по роману «Облака над холмами» в Японии был снят одноимённый телесериал, состоящий из 13 эпизодов. В России телесериал известен под названием «Тучи над холмами».